# Ануммуттаббиль
Анум-муттаббиль — правитель (шакканаккум) Дера в начале XX века до н. э.
Вероятно, преемник Ниднуша. В правление Анум-муттаббиля царство Дера достигло своего расцвета. Он ходил самостоятельно в походы против Элама, Аншана, Симашки и Варахсе — областей, расположенных на территории современного Ирана, — и, возможно, занял главный город Элама — Сузы. По-видимому, и Эшнунна в правление Анум-муттаббиля перешла под власть царя Дера и там был поставлен наместником некий Уцуравассу.
| Предшественник Ниднуша | царь Дера нач. XX в. до н. э. | Преемник ? |